# Église Saint-Vincent-de-Xaintes de Belhade
Pour les articles homonymes, voir Église Saint-Vincent-de-Xaintes.
L'église Saint-Vincent-de-Xaintes se situe sur la commune de Belhade, dans le département français des Landes. Elle est inscrite au titre des monuments historiques par arrêté du 30 juillet 1968.

## Présentation
Le début de la construction de l'église vouée à Saint Vincent de Xaintes peut être daté du XIe siècle et comprend l'abside et la nef. Le clocher-mur daterait du milieu du XIIe siècle. Il est percé d'un portail roman dont le tympan est orné d'un chrisme. Les quatre chapiteaux encadrant le portail sont relativement mutilés et représentent la tentation et le mal.
À la fin du Moyen Âge, entre la fin du XIVe et début du XVe siècles, les contreforts extérieurs sont élevés et des baies gothiques à remplages sont percées. Au cours du XVe siècle, l'église est agrandie par l'adjonction au nord-est de la nef d'une chapelle rectangulaire voûtée d'ogives quadripartites. Peu de temps après son édification, cette chapelle est agrandie vers l'ouest, jusqu'à l'aplomb du clocher-mur.
En 1997, la restauration de la petite chapelle fait apparaître sous les multiples couches d'enduit un personnage aux mains jointes d'où s'échappe un phylactère portant les restes d'une inscription. Son visage souriant est finement exprimé, son vêtement, vraisemblablement un surcot, permet de dater cette peinture de la fin du XVe siècle. On pense que ce personnage représente le mécène de l'artiste peintre.
La clef de voûte de la chapelle porte l'écu de la famille de Lane, qui régna sur la seigneurie de Belhade pendant six générations, de 1415 à 1592.
Parmi les autres éléments de décor, une tête d'ange est peinte sur le plafond de la chapelle, de nombreux rinceaux et décors simples ont été réalisés à main levée, de couleur ocre pour la plupart.
Le porche en bois a subi de nombreuses réfections ; on ne peut certifier sa date d'origine.
La source ou fontaine Sainte-Anne coule en contrebas de l'église. Elle avait jadis la réputation dans le val de la Leyre d'avoir des vertus lactogènes et fut à ce titre très fréquentée par les femmes qui venaient s'y laver les seins.

## Galerie

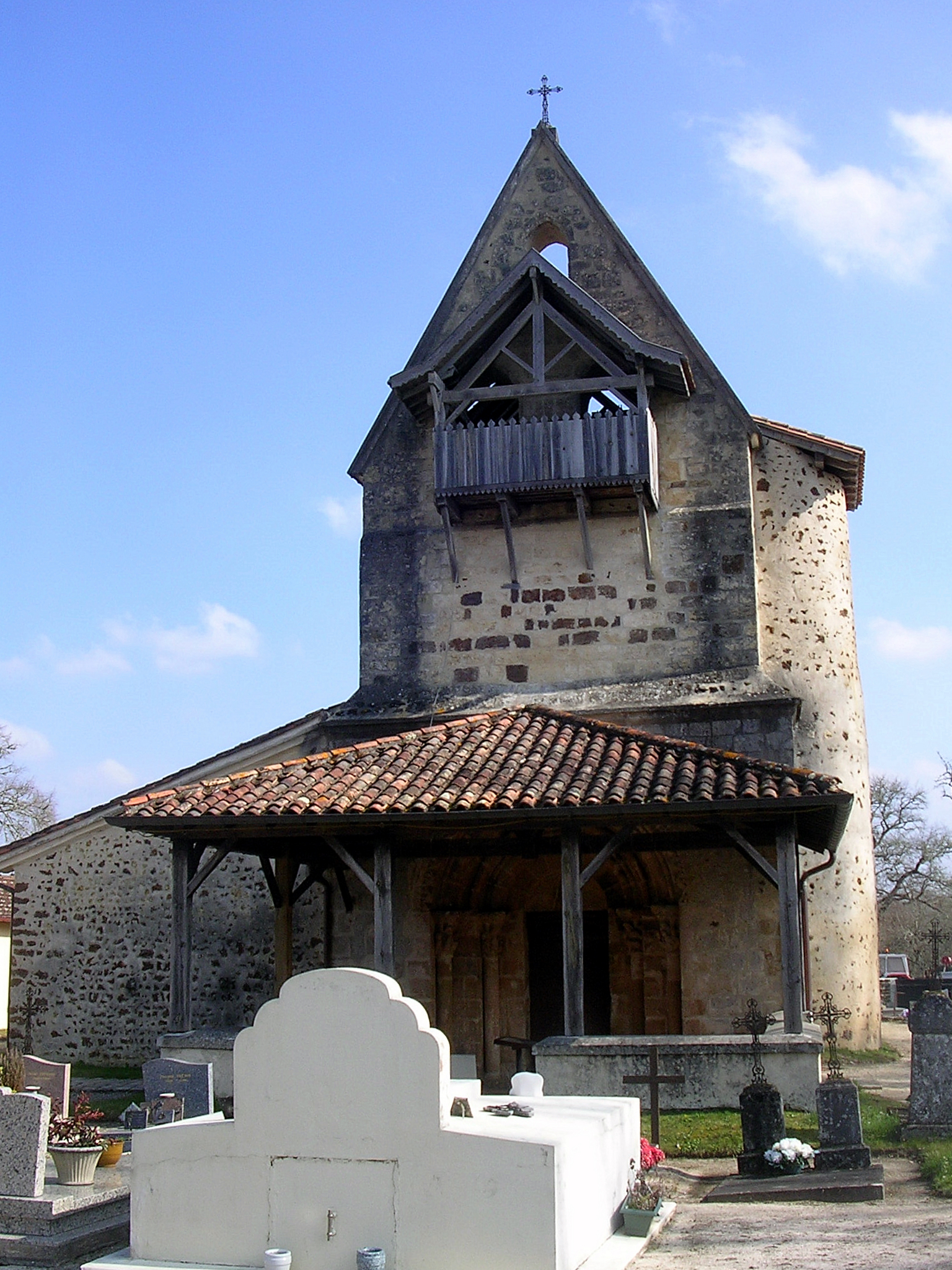
Façade vue de l'enclos.
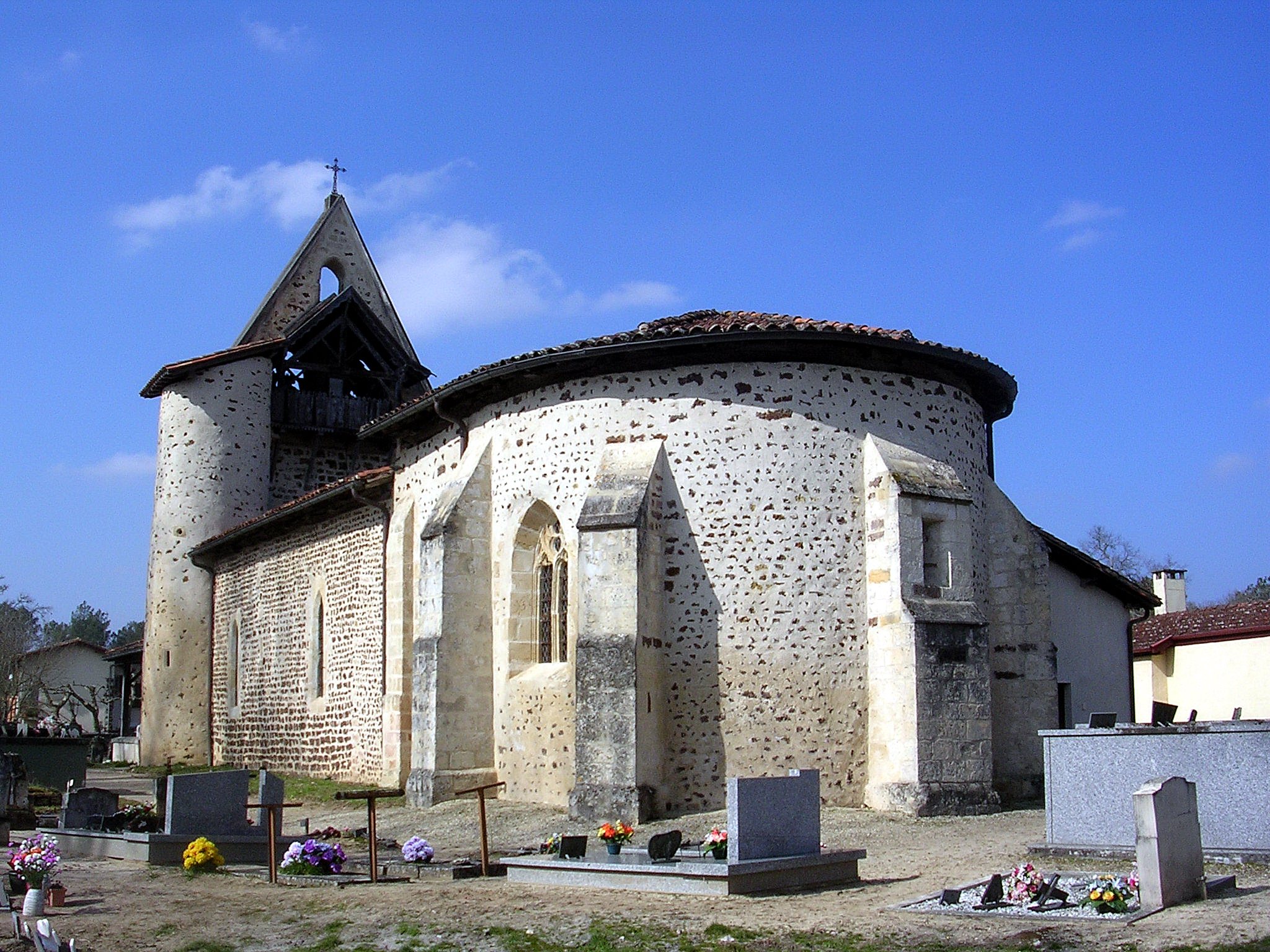
Chevet.
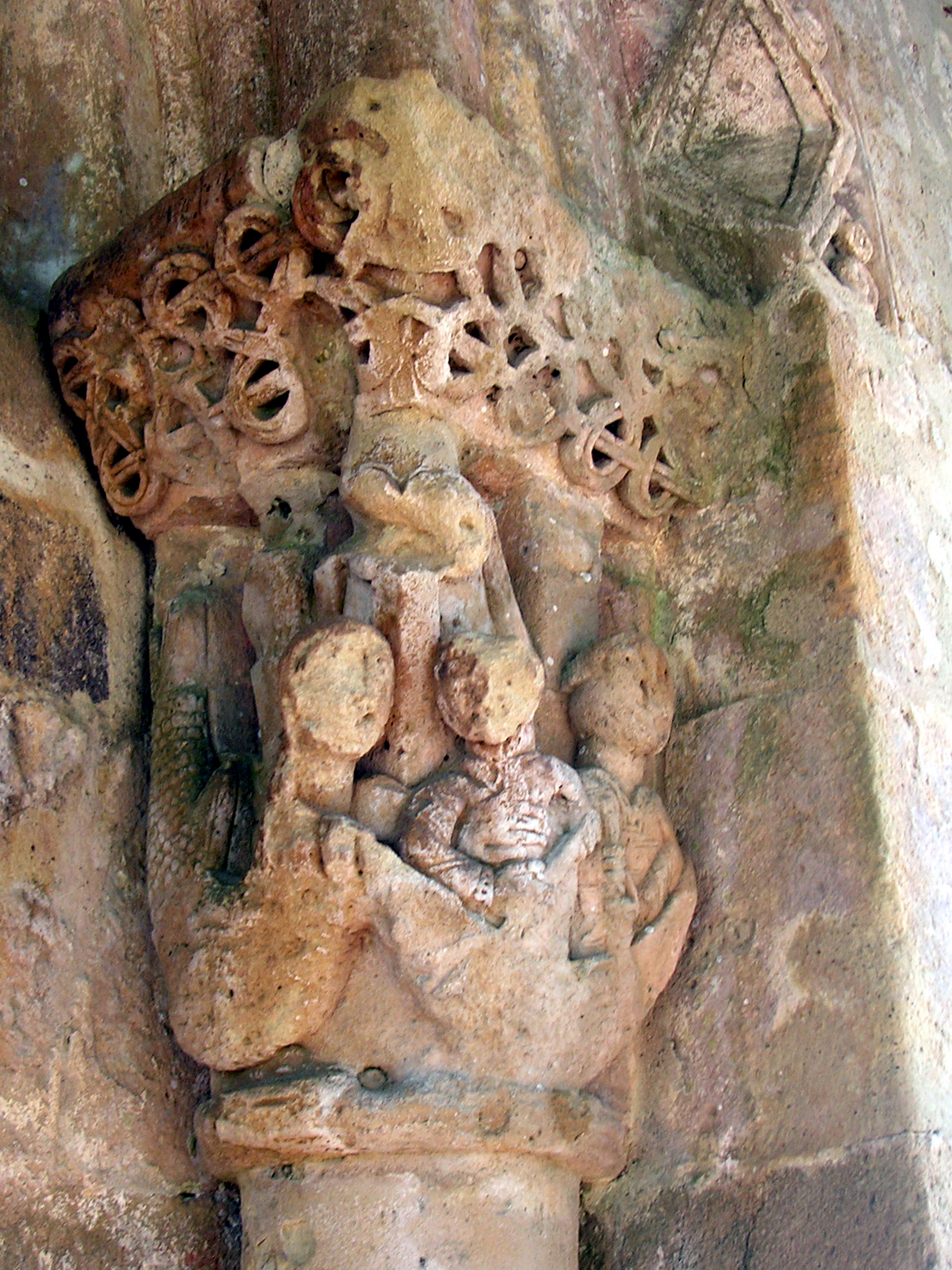
Chapiteau.
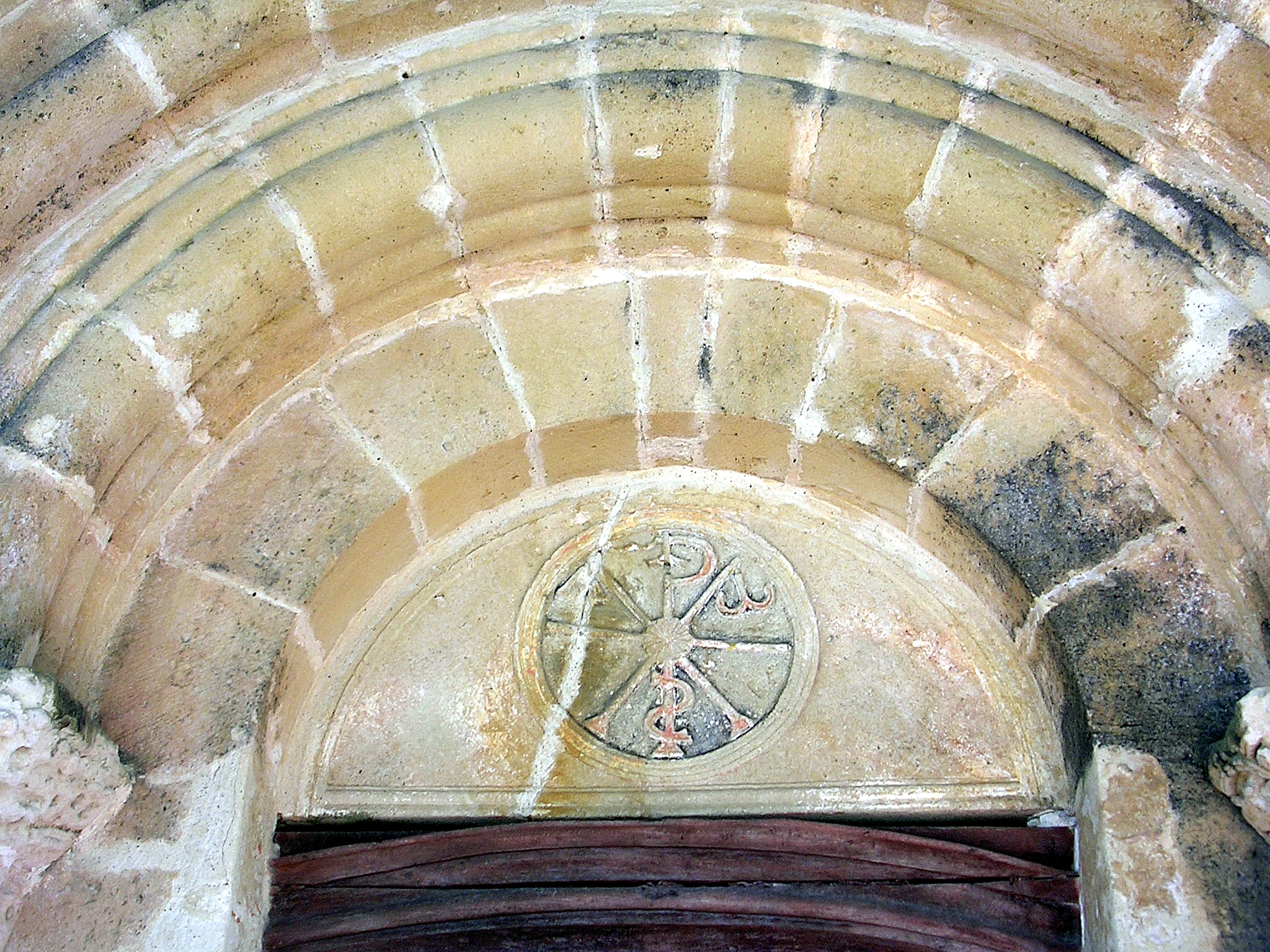
Chrisme.
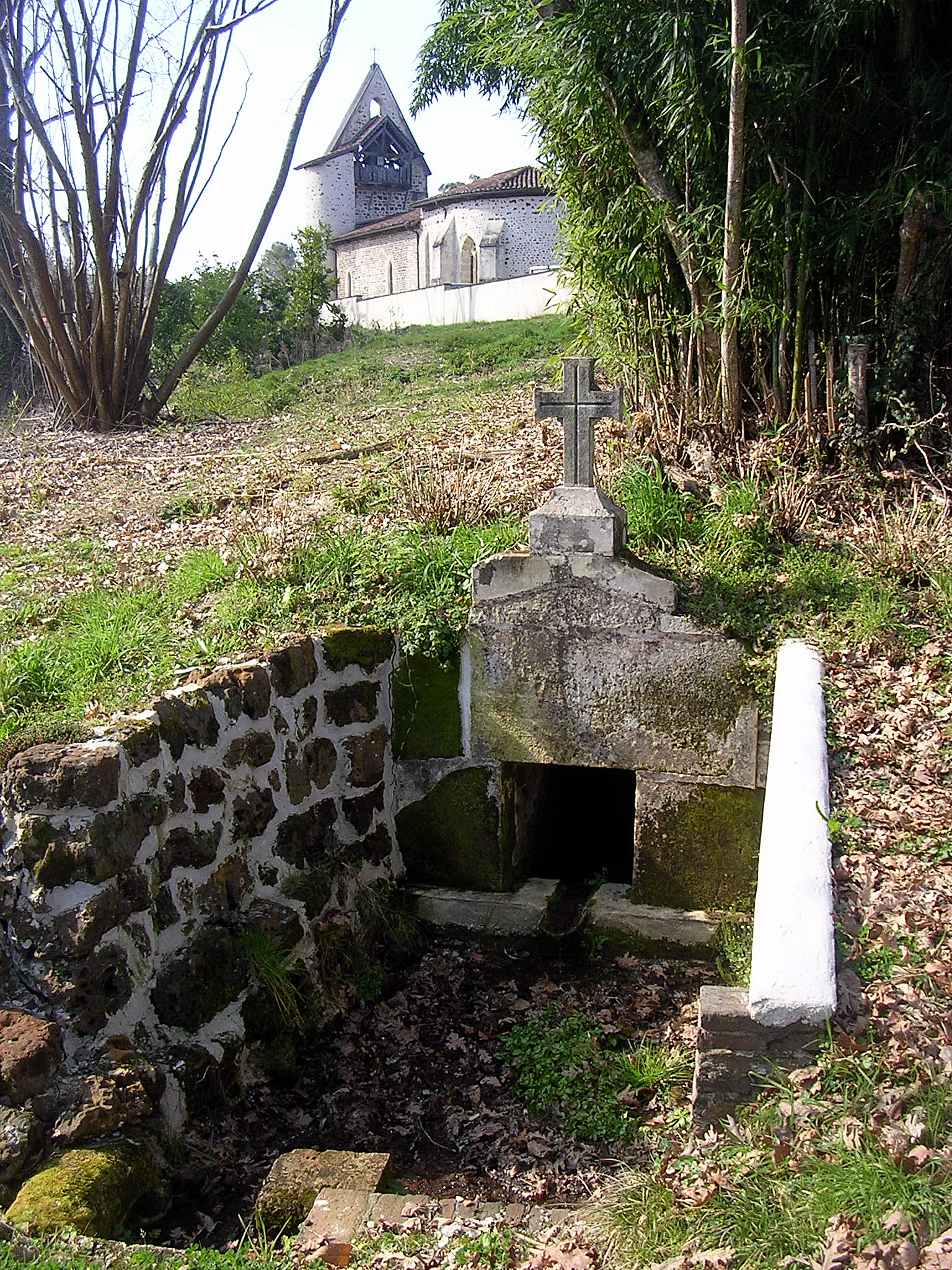
Source Sainte-Anne.
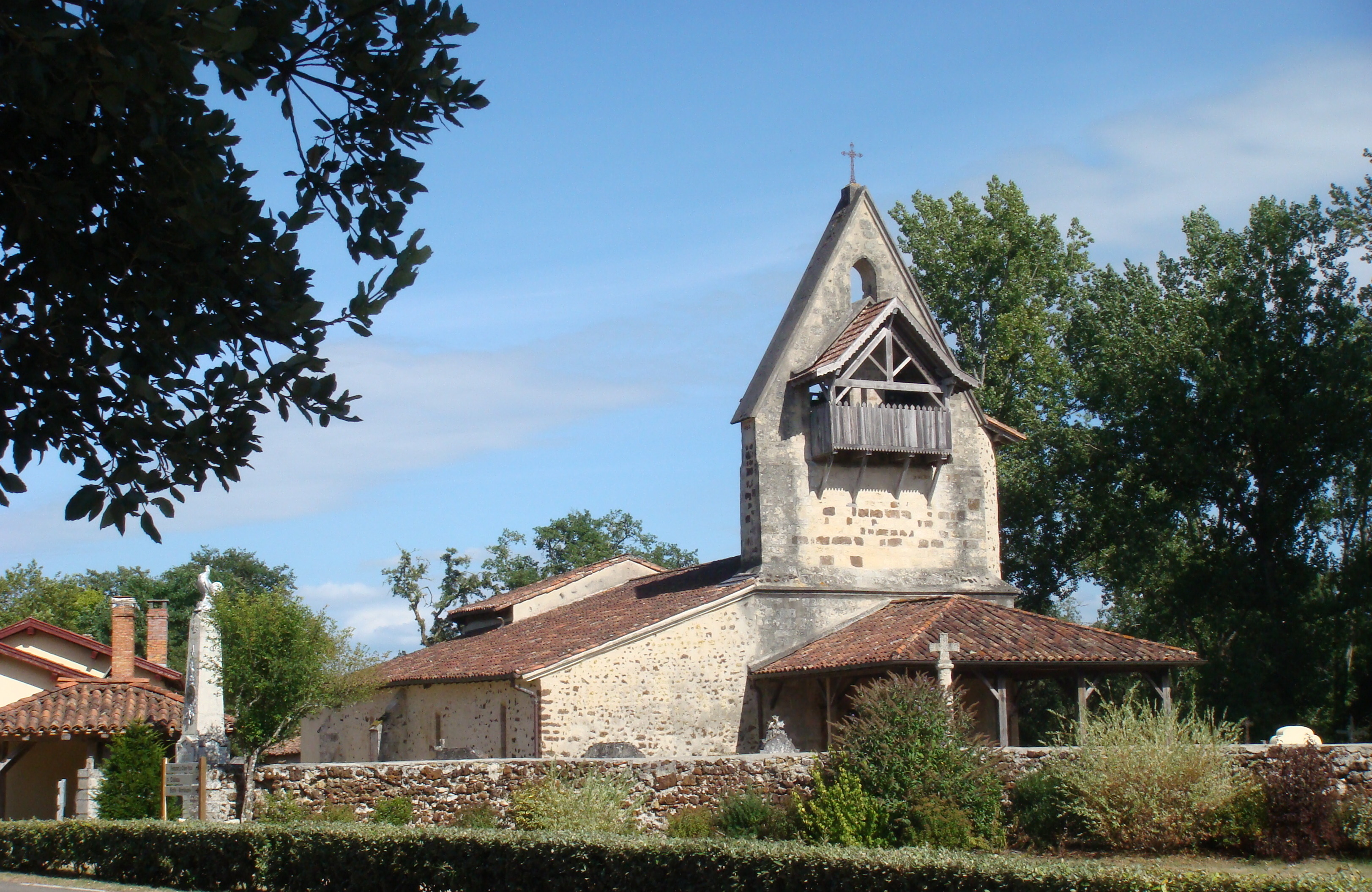
Façade vue de la route.